# ماهاست هیلز (نیویورک)
ماهاست هیلز (به انگلیسی: Manhasset Hills) یک منطقهٔ مسکونی در ایالات متحده آمریکا است که در شهرستان نساو، نیویورک واقع شده‌است. ماهاست هیلز ۱٫۵ کیلومتر مربع مساحت و ۳٬۵۹۲ نفر جمعیت دارد و ۳۸ متر بالاتر از سطح دریا واقع شده‌است.